# دیانا آنکوماه
دیانا آنکوماه (انگلیسی: Diana Ankomah؛ زادهٔ ۱۹ سپتامبر ۱۹۸۹) بازیکن فوتبال اهل غنا است.
وی همچنین در تیم ملی فوتبال زنان غنا بازی کرده‌است.